# GPU (film)
Pour les articles homonymes, voir GPU.
Pour plus de détails, voir Fiche technique et Distribution.
GPU est un film d'espionnage allemand réalisé par Karl Ritter sorti en 1942.
Il s'agit d'un film de propagande nazie contre l'Union Soviétique.

## Synopsis
La violoniste virtuose russe Olga Feodorovna est l'invitée vedette d'un événement organisé par la section de Riga de la "Ligue internationale des femmes pour la paix et la liberté", qui annonce à l'unanimité ses aspirations et ses objectifs après le concert : Pour reprendre les mots des dirigeants de la ligue des femmes, les objectifs « complètement non politiques » incluent « la paix totale » et la « liberté de tous les peuples ». Le fait qu'un manifestant soit rapidement évacué par des commanditaires dangereux ne dérange pas les invités présents. Le manifestant voulait révéler la véritable identité de la ligue féminine : C'est une émanation de la Guépéou, les services secrets soviétiques, dont le seul but est d'infiltrer le monde. Olga semble être avec l'organisation. En réalité, elle cherche à se venger du meurtrier de ses parents, qu'elle sait dans les rangs de la GPU. C'est Nikolai Boksha, qui occupe une place de choix au sein de l'organisation et qui est à l'origine de nombreuses attaques contre des dissidents, menées par des intermédiaires. Il est à l'origine du meurtre d'un révolutionnaire arménien par l'étudiant balte Peter Aßmus par un colis piégé. La jeune secrétaire arménienne Irina est capturée en tant qu'espion présumé par la GPU. Elle est livrée aux mains d'Olga alors que la femme refuse de révéler des informations secrètes. Olga s'enfuit avec elle en passant par Rotterdam à Göteborg, où Peter, qui a réussi à échapper à la détention provisoire de la GPU, vient aussi à elles.
Pendant ce temps, Olga continue à chercher à se venger de Nikolai Boksha. À l'ambassade soviétique à Helsinki, ils se retrouvent et il devient clair que Boksha est attirée par Olga. Sans le savoir, il avoue le meurtre de sa famille. Les deux se rencontrent plus tard à Paris, où Boksha révèle ses projets d'avenir : Il veut emménager dans une petite maison quelque part en Bretagne et profiter de sa vie sous un faux nom - avec Olga. Elle voit maintenant son moment de revanche. Elle désigne Boksha comme un agent double à la GPU, qui le liquide ensuite. Le temps passé par Olga à la GPU est terminé. Elle révèle à son superviseur que seule la vengeance était la raison pour laquelle elle travaillait avec la GPU et elle demande à quitter l’organisation. Lorsque le chef de la GPU lui refuse, elle se tire dessus.
À Rotterdam, Irina et Peter sont retrouvés par la GPU et emmenés dans les caves de torture de l'organisation. Proches de la mort, ils sont sauvés lorsque l'armée allemande occupe Rotterdam en 1940 et peut libérer les prisonniers.

## Fiche technique
- Titre : GPU
- Réalisation : Karl Ritter
- Scénario : Felix Lützkendorf, Karl Ritter, Andrews Engelmann
- Musique : Herbert Windt
- Direction artistique : Johann Massias, Heinrich Weidemann
- Photographie : Igor Oberberg
- Son : Ernst Otto Hoppe
- Montage : Conrad von Molo
- Production : Karl Ritter
- Sociétés de production : UFA
- Société de distribution : Deutsche Filmvertriebs
- Pays d'origine :  Reich allemand
- Langue : allemand
- Format : Noir et blanc - 1,37:1 - Mono - 35 mm
- Genre : Propagande
- Durée : 99 minutes
- Dates de sortie :
  -  Reich allemand : 14 août 1942.
  -  Finlande : 29 novembre 1942.
  -  État espagnol : 6 septembre 1943.

## Distribution
- Laura Solari : Olga Feodorowna
- Andrews Engelmann : Nikolai Bokscha
- Marina von Ditmar : Irina
- Will Quadflieg : Peter Aßmus
- Karl Haubenreißer : Jakob Frunse
- Vladimír Majer : Le chef de la Guépéou
- Helene von Schmithberg : Tante Ljuba
- Albert Lippert (de) : Le directeur de l'hôtel
- Lale Andersen : La chanteuse
- Hans Stiebner : Le juge d'instruction
- Maria Bard : La présidente de la ligue féminine
- Karl Klüsner : Aramian
- Ernst Albert Schaah : Un diplomate soviétique à Helsinki
- Ivo Veit (de) : Un diplomate soviétique à Helsinki
- Nico Turoff (de) : Un complice de Frunse
- Arthur Reinhardt (de) : Un complice de Frunse
- Karl Hannemann (de) : Un complice de Frunse
- Walter Holetzko : Un complice de Frunse
- Hans Bergmann : Un complice de Frunse
- Lilli Schoenborn (de) : La femme du maître de maison
- Horst Winter : Le saxophoniste
- Gerda von der Osten (de) : La servante d'Olga
- Hans Meyer-Hanno : Volkus
- Heinz Wemper (de) : L'assistant de Volkus
- Heinrich Troxbömker (de) : Un homme dans le public
- Theo Shall : Le saboteur
- Viggo Larsen : Andersen
- Walter Lieck (de) : Le censeur de la presse de la GPU

## Source de la traduction
- (de) Cet article est partiellement ou en totalité issu de l’article de Wikipédia en allemand intitulé « GPU (Film) » (voir la liste des auteurs).